# Galatée (S646)
Ne doit pas être confondu avec la Galatée (Q132), un sous-marin des années 1930.
La Galatée  (indicatif visuel S646) est un sous-marin français de classe Daphné qui a subi dans sa carrière deux abordages. Mis à l'eau le 22 septembre 1961, il a été retiré du service en décembre 1991.

## L'abordage du 20 août 1970
Rentrée d'essais en mer dans la journée du 15 août, la Galatée appareille le 20 pour de nouveaux essais. Resté en rade extérieure de Toulon pour procéder à un échange de personnel en fin de journée, le bateau prend la tenue de navigation pour rallier la route normale de sortie du port, à la suite d'un ferry local, aux alentours de 20 heures.
Son radar en panne, la Galatée se prépare à plonger quand l'officier de quart annonce un sous-marin étranger à proximité. Un choc violent intervient quelques secondes plus tard : la SAS Maria van Riebeeck, bâtiment du même type battant pavillon sud-africain, vient d'aborder la Galatée. Une voie d'eau importante est ouverte à l'arrière, et un problème de communication fait que les diésels des groupes électrogènes continuent de fonctionner, ce qui a pour conséquence de mettre le bord en dépression : la plupart des marins s'évanouissent par anoxie. Trompé par un baromètre annonçant à tort une situation de surpression, le commandant, vu la gîte de 10°, l'assiette à 5°, et la voie d'eau qui envahit l'arrière, prend la décision de faire échouer le navire. Lorsque celui-ci gîte et menace de se déséchouer, il est amarré à des rochers. L'équipage, qui compte six blessés, est alors évacué. Quatre d'entre eux ne pourront être ranimés, et deux membres d'équipage sont également décédés lors de l'inondation du poste arrière.

### Sources
- Gazette de l'entraîneur, n°16, janvier 2007.